# Verhaltensbiologie
Die Verhaltensbiologie ist eine Teildisziplin der Biologie, die sich mit dem Verhalten von Tieren und Menschen beschäftigt. Es wird erforscht wie angeborene Eigenschaften und Umwelt verschiedene Verhaltensweisen auslösen und steuern. Dabei wird die Entstehung von Verhaltensmustern im Verlauf der Stammesgeschichte untersucht und Vergleiche zwischen Individuen und Arten angestellt. Die Aussagen und Ergebnisse der Verhaltensforschung finden über die Biologie hinaus auch in anderen wissenschaftlichen Disziplinen wie der Soziologie, Psychologie, Pädagogik und Kognitionswissenschaft Beachtung.

## Historisches
Die genaue Beobachtung und die Analyse des Verhaltens der Tiere durch den Menschen reicht vermutlich bis in die früheste Vorzeit zurück, war dies doch lebensnotwendig, wenn man Tiere jagen wollte. Sicher belegt ist die Erforschung des Tierverhaltens seit dem klassischen Altertum. Schon Aristoteles (384–322 v. Chr.) hielt in seiner Historia animalium beispielsweise fest, dass es zu untersuchen gelte, ob das Verhalten durch innere Antriebe gesteuert werde und wie man dessen Ursachen erklären könne. Jahrhundertelang wurde das Verhalten von Mensch und Tier allerdings häufig kurzerhand nach folgenden Punkten interpretiert:
- Vitalistisch: Alle Lebewesen besitzen eine weder physikalisch noch chemisch fassbare „Lebenskraft“, lat. vis vitalis, chin. Qì;
- Teleologisch: Die Natur handelt bewusst, also ziel- und zweckgerichtet;
- Anthropozentrisch: Der Mensch hat eine Sonderstellung inne und ist allen anderen Lebewesen überlegen;
- Anthropomorph: Den Dingen der Außenwelt werden menschliche Eigenschaften wie Absicht, Einsicht, Tugend, Verstand, Gerechtigkeitsempfinden u. Ä. zugeschrieben.

Wohlhabende Naturbeobachter haben jedoch nicht nur im antiken Griechenland schon vor Jahrhunderten ihre Erkenntnisse über das Verhalten von Tieren – speziell von Vögeln – aufgeschrieben. Ein frühes Beispiel aus dem Hochmittelalter ist das in den 1240er-Jahren von Kaiser Friedrich II. verfasste Werk De arte venandi cum avibus, ein Lehrbuch Über die Kunst, mit Vögeln zu jagen. Im 16. Jahrhundert veröffentlichte Conrad Gessner in lateinischer Sprache ein „Vogelbuch“ (Avium natura, 1555), und Ulisse Aldrovandi widmete sich wenig später in seinem elfbändigen Werk Historia animalium ebenfalls ausführlich den Vögeln. Im frühen 18. Jahrhundert gab Ferdinand Adam von Pernau sogar einen Ratgeber für Vogelfreunde unter dem Titel Angenehme Land-Lust / Deren man in Städten und auf dem Lande, ohne sonderbare Kosten, unschuldig geniessen kan, Oder von Unterschied / Fang / Einstellung und Abrichtung der Vögel […]. heraus, und in den frühen 1870er-Jahren publizierte Bernard Altum unter dem Gesichtspunkt der Nützlichkeit oder Schädlichkeit drei forstzoologische Bände über Säugetiere, Vögel und Insekten. Jean-Henri Fabre wiederum schrieb ab den später 1870er-Jahren mehrere populärwissenschaftliche Abhandlungen über Insekten.
Die im heutigen Sinn wissenschaftliche Analyse des Verhaltens von Tieren begann mit der Frage nach der Ontogenese der Verhaltensweisen und der Herkunft ihrer Angepasstheit – eine Folge von Charles Darwins Hauptwerk Über die Entstehung der Arten; Darwin hatte jahrelang die künstliche Selektion an Haustauben erprobt und so auch den Weg dafür geebnet, Verhalten als in gleicher Weise vererbbar wie körperliche Merkmale zu betrachten. Untersucht wurde zunächst vor allem der sogenannte Instinkt, „ein überkommenes hypothetisches Konstrukt, mit dem man planvolles Handeln der Tiere von dem des Menschen unterscheiden wollte.“ So beschrieb bereits Douglas Alexander Spalding (1840–1877) das später von Oskar Heinroth als Prägung benannte Phänomen. Zudem wurde mit Hilfe der Züchtung von Tieren verhaltensgenetisch experimentiert.
Ihren Eingang in den akademischen Lehrbetrieb der Hochschulen fand die Verhaltensbiologie erst im 20. Jahrhundert, nachdem William Morton Wheeler (der als erster bedeutender Ethologe Nordamerikas gilt) von der Embryologie im Rahmen seiner Professur zum Studium des Verhaltens gewechselt war, John B. Watson – ebenfalls in den USA – ab 1908 dank seiner Professur für experimentelle und vergleichende Psychologie die Grundlagen des Behaviorismus formulierte, Johan Bierens de Haan 1924 in den Niederlanden als Privatdozent für experimentelle Zoologie berufen worden war und im Jahr 1940 Nikolaas Tinbergen in den Niederlanden sowie Konrad Lorenz in Deutschland eine Professur zugesprochen bekommen hatten. Wissenschaftshistorisch betrachtet, ist die Verhaltensbiologie folglich eine gemeinsame „Tochterdisziplin“ von Zoologie und Psychologie und eine Nachbardisziplin der Verhaltensgenetik. Ihre heutigen, äußerst vielgestaltigen Zweige wurzeln in der vorwissenschaftlichen Naturbeobachtung, der Tierpsychologie des 19. Jahrhunderts, dem Behaviorismus und der „klassischen“ vergleichenden Verhaltensforschung (Ethologie) des frühen 20. Jahrhunderts. Im anglo-amerikanischen Sprachraum blieb die vergleichende Verhaltensforschung enger an das Fach Psychologie angebunden und wird als Comparative psychology bezeichnet.
Noch die klassische vergleichende Verhaltensforschung beschäftigte sich vorwiegend mit der Frage, wie etwas passiert, also mit den auslösenden Reizen und den körperlichen Mechanismen der Verhaltenssteuerung, das heißt, mit den unmittelbaren (proximaten) Ursachen des Verhaltens; dies traf in besonderem Maße auch auf den Behaviorismus und dessen Reiz-Reaktions-Modell zu. Die neueren Zweige der Verhaltensbiologie – insbesondere die Verhaltensökologie und die Soziobiologie – beschäftigen sich hingegen vorwiegend mit der Frage, warum etwas passiert, also mit der evolutionären Angepasstheit eines Verhaltensmerkmals (mit den ultimaten Ursachen). Die Betonung der Unterscheidung proximate / ultimate Ursachen von Verhalten geht zurück auf den niederländisch-britischen Ethologen Nikolaas Tinbergen.

## Die wichtigsten Zweige der Verhaltensbiologie
Die Verhaltensbiologie ist eine synthetische Wissenschaft, deren Arbeitsmethoden und Fragestellungen in erheblichem Maße Überlappungen mit anderen Fachgebieten aufweisen.

### Vergleichende Verhaltensforschung
Die anfangs Tierpsychologie und später Ethologie genannte, „klassische“ vergleichende Verhaltensforschung wurde in den 1930er-Jahren von Oskar Heinroth, Konrad Lorenz und Nikolaas Tinbergen begründet. Diese Forscher gingen von dem damals grundlegend neuen Ansatz aus, dass die äußerst vielfältig und komplex erscheinenden Verhaltensabläufe der Tiere aus bestimmten Grundbausteinen des Verhaltens aufgebaut sind, den sogenannten Erbkoordinationen oder Instinktbewegungen. Daher bemühten sie sich vor allem um eine genaue Beschreibung der Verhaltensweisen einzelner Tierarten mit Hilfe von Ethogrammen, wozu auch experimentell gearbeitet wurde (u. a. zum Phänomen der Prägung). Ferner gingen sie, in krassem Gegensatz zum Behaviorismus, von inneren, spontanen Antrieben für das Verhalten aus.
Zentrale Konzepte der klassischen Ethologie wurden 1990 von Wolfgang Wickler, einem Schüler von Konrad Lorenz, und 1992 von Hanna-Maria Zippelius, einer Schülerin von Karl von Frisch, kritisiert (vgl. hierzu u. a. Übersprungbewegung und Leerlaufhandlung). Im Zuge dieser Diskussion wurden auch die experimentellen Befunde von Tinbergen und Lorenz, die ursprünglich zu den zentralen Begriffsbildungen geführt hatten, als nicht-reproduzierbar erkannt.
Die Bezeichnung „Ethologie“ wird gelegentlich auch als Synonym für die gesamte Verhaltensbiologie verwendet.

### Humanethologie
Die Humanethologie erforscht insbesondere jene Verhaltensweisen des Menschen, die als angeboren gelten und die daher als Anpassungen an die natürliche Umwelt verstanden werden. Solche Verhaltensweisen müssen sich im Verlauf der Stammesgeschichte entwickelt haben und sollten daher bei Menschen unterschiedlichster Kulturen in ähnlicher Ausprägung nachweisbar sein. Tatsächlich haben sich im Kulturenvergleich zum Beispiel zahlreiche Gesten und viele Aspekte der Mimik als erstaunlich ähnlich herausgestellt. Die Biolinguistik erforscht die Sprachfähigkeit des Menschen und versteht sich als ein interdisziplinäres Forschungsgebiet, in dem die Verbindung zwischen Biologie und Linguistik im Mittelpunkt steht.
Ein bekannter deutschsprachiger Forscher auf dem Gebiet der Humanethologie ist Irenäus Eibl-Eibesfeldt, die Biolinguistik geht zurück auf Publikationen von Eric Heinz Lenneberg und Noam Chomsky.

### Behaviorismus
Sowohl die im Bereich Zoologie angesiedelte Ethologie als auch diverse Ansätze der Psychologie wie zum Beispiel die Tiefenpsychologie richten den Blick primär auf innere Antriebe für Verhalten. Die behavioristische Schule innerhalb der Psychologie, die in der ersten Hälfte des 20. Jahrhunderts „sehr einflussreich“ wurde, ließ hingegen „nur beobachtbare Reize, Muskelbewegungen und Drüsensekretionen als Erklärung für das Entstehen von Verhalten zu.“ Als Begründer des Behaviorismus gilt John B. Watson (1913), der – nach Vorarbeiten von Edward Lee Thorndike – die von Iwan Petrowitsch Pawlow beschriebenen Grundsätze der Klassischen Konditionierung auf das Verhalten des Menschen anwandte. Später lenkte B. F. Skinner das Forschungsinteresse weg von den Reiz-Reaktions-Ketten und hin zur operanten Konditionierung, die in der biologischen Verhaltensforschung vor allem mit der sogenannten Skinner-Box in Verbindung gebracht wird.

### Verhaltens-Neurologie (Neuroethologie)
Die Neuroethologie ist in gewissem Sinne eine Fortsetzung der „klassischen“ vergleichenden Verhaltensforschung mit den Methoden der Neurologie. Beispielsweise untersucht sie die neurophysiologischen Entsprechungen für Phänomene wie spontanes Instinktverhalten und angeborene Auslösemechanismen (AAM), aber auch Rezeption (Aufnahme), Fortleitung und Verarbeitung von Lichtsinneseindrücken. Arbeitsmethoden sind hierfür u. a. die Ableitung von elektrischen Impulsen aus einzelnen Zellen, die Nutzung moderner bildgebender Verfahren, die elektrische Reizung bestimmter Hirnareale und das Untersuchen von Ausfallerscheinungen.

### Verhaltens-Endokrinologie (Ethoendokrinologie)
Die  Ethoendokrinologie ist ein Teilgebiet der Endokrinologie. In ihm werden die Wechselwirkungen von Hormonsystem und Verhalten, untersucht, also beispielsweise der Einfluss der Hormone Adrenalin und Serotonin sowie der Endorphine auf das Verhalten und – umgekehrt – der Einfluss des Verhaltens auf die Ausschüttung von Hormonen. Bekannt (aber nicht verstanden) sind solche Wechselwirkungen beispielsweise schon lange aus dem Gebiet des Sexualverhaltens und der Erforschung von Stressoren. Während im Fachgebiet Neuroethologie das neuronale System, das vor allem für schnelle und kurzfristige Effekte sorgt, erforscht wird, richtet sich der Blick im Fach Verhaltens-Endokrinologie auf die Steuerung längerfristiger Effekte infolge der Ausschüttungen von endokrinen Drüsen und deren Zusammenspiel mit Hormonrezeptoren.

### Verhaltensökologie (Ethoökologie)
Die Verhaltensökologie (auch: Verhaltensökobiologie) beschreibt und analysiert das Verhalten der Lebewesen in einer spezifischen Umwelt und untersucht die evolutionäre Angepasstheit des Verhaltens an spezifische Umweltbedingungen. Grundlage für diese Forschungsrichtung ist die Evolutionstheorie, was besagt, dass die Angepasstheit eines Merkmals an die Umwelt des Merkmalsträgers (des Individuums) letztlich das Ergebnis einer Selektion ist, die zur Erhöhung der Überlebenswahrscheinlichkeit (zur Fitnessmaximierung) führt. Unter anderem versucht man in mathematischen Modellen zu beschreiben, wie sich optimal angepasste Individuen verhalten sollten.

### Soziobiologie
Die Soziobiologie kann als Teilbereich der Verhaltensökologie aufgefasst werden; sie beschäftigt sich mit dem Sozialverhalten der Tiere und des Menschen: untersucht werden zum Beispiel die Bedingungen, unter denen soziale Gruppen (Sozialverbände, Insektenstaaten) und Hierarchien entstehen; das Phänomen der Territorialität und des Altruismus (siehe hierzu auch: Eintrageverhalten); Fortpflanzungsstrategien (Monogamie, Polygamie, Polygynie).

### Evolutionäre Psychologie
Die Evolutionäre Psychologie versteht sich als biologische Grundlage für viele Disziplinen innerhalb der Psychologie und versucht, menschliche Handlungsweisen aus der Perspektive der evolutionären Entwicklung zu verstehen. Ein Teilgebiet ist beispielsweise das Erforschen der Fähigkeit zum Unterscheiden von Mengen bei Tieren, da das sprachliche Zählvermögen beim Menschen im Verlauf seiner Stammesgeschichte nicht plötzlich neu (de novo) aufgetreten sein kann, sondern aus biologischen Vorläufern entstanden sein muss.

### Weitere Teilgebiete
Weitere Zweige der Biologie, die der Verhaltensforschung nahestehen, sind insbesondere die Psychobiologie, die Verhaltensgenetik, die Verhaltenskybernetik, die Chronobiologie, und – sehr allgemein formuliert – die Biologie der Individualentwicklung, des Lernens und der Kommunikation.
- Reflexologie (1905): Der russische Physiologe Iwan Pawlow (1849–1936) führte an Hunden seine Versuche zum Speichelreflex durch und entwickelte die Reflexkettentheorie: Auch komplexes Verhalten sei nichts anderes als eine einfache Kette von Reizen und reflexartigen Reaktionen.
- Karl von Frisch führte vor allem die experimentelle Verhaltensphysiologie zur Vervollkommnung (Methode der konditionierten Diskriminierung).
- Gruppenselektion: Vero Wynne-Edwards (1906–1997) vertrat 1962 die These der Gruppenselektion, mit der zum Beispiel erklärt werden soll, dass altruistisches Verhalten letztlich der Erhaltung der Art diene.
- Auch William D. Hamilton (1936–2000) ging 1964 davon aus, dass Verhalten eine genetische Grundlage aufweist, richtete den Blick aber auf die Fitness des Individuums: Verhalten diene der möglichst erfolgreichen Weitergabe der eigenen Gene. Mit dem Prinzip der Verwandtenselektion (kin selection) konnte er auch altruistisches Verhalten erklären. Ebenso legten John Maynard Smith, George C. Williams und Robert L. Trivers die theoretischen Grundlagen für ein neues Teilgebiet der Verhaltensforschung, für die Edward O. Wilson 1975 mit seinem Buch Sociobiology – the new synthesis den Begriff „Soziobiologie“ prägte.
- Richard Dawkins spitzte 1976 in seinem Buch Das egoistische Gen die Thesen der Soziobiologie zu und trug durch seine provozierenden Formulierungen viel zu ihrer Verbreitung bei.
- Einen weiteren Ansatz zur Erklärung von Verhalten legten die israelischen Forscher Amotz und Avishag Zahavi vor, unter dem Schlagwort Das Handicap-Prinzip: Da bei der Partnerwahl stets die Fitness des potentiellen Sexualpartners beachtet wird, entstehen im Prozess der Evolution unmissverständliche Signale, anhand derer das Ausmaß an Fitness ablesbar ist. Solche Signale sind aber nur dann zuverlässig, wenn sie für den Signalgeber ein echtes Handicap darstellen: ein sperriges Geweih, ein farbenfrohes Gefieder, eine laute Stimme.

## Methoden der Verhaltensbiologie

### Beobachtung und Beschreibung
Am Beginn vieler verhaltensbiologischer Studien steht die Beobachtung der Tiere, vorzugsweise unter natürlichen Bedingungen und ohne Einflussnahme durch den Beobachter. Das beobachtbare Verhalten wird so genau wie irgend möglich beschrieben und quantifiziert, in der Regel mit Hilfe von Verhaltensprotokollen.
Schwierig ist häufig
- die eindeutige Zuordnung von Verhalten zu bestimmten Verhaltensweisen bei stationären (bewegungsarmen) Zuständen;

(Beispiel: Soll die Putzbewegung einer offensichtlich schlafenden Maus als Körperpflege bewertet werden?)
- die Zuordnung von Reiz und Reaktion, wenn innere (endogene) Reize die unmittelbaren Auslöser waren und äußere (exogene) Reize – wenn überhaupt – nur eine Nebenrolle spielen;

(Beispiel: Die Tageslänge beeinflusst den Hormonspiegel, der das Zugverhalten bei Zugvögeln steuert: Was ist hier die „wirkliche“ Ursache des Zugverhaltens?)
- die Interpretation von Verhaltensweisen, die man als Reaktion auf Reize auffassen kann, die schon vor Beobachtungsbeginn auftraten und deren Folgen während der Beobachtungszeit registriert werden;

(Beispiel: Ist ein bestimmtes beobachtetes Verhalten angeboren oder erlernt?)
- die Interpretation von Verhaltensweisen, deren physiologische Ursachen noch völlig unerklärlich sind.

(Beispiel: Das Verhalten von Zugvögeln, die – aus Deutschland kommend – über Frankreich und Spanien Richtung Westen fliegen und in der Höhe von Gibraltar plötzlich nach „links“ (nach Süden) abbiegen.)

### Experimente
Von Verhaltensbiologen werden sowohl Freihandversuche als auch Laborexperimente durchgeführt. Letztere dienen häufig dem Erforschen der physiologischen Grundlagen des Verhaltens, also zum Beispiel der Feststellung von Hormonkonzentrationen im Blut und von Aktivitätsmustern der Nervenzellen sowie zur Klärung von Verwandtschaftsbeziehungen. Verhaltensexperimente werden in der Regel an lebenden Tieren durchgeführt (zum Beispiel der Open-Field-Test, das Cross-fostering und der Einsatz einer Skinner-Box); zur Klärung von beispielsweisen neuronalen und hormonellen Detailfragen werden aber auch isolierte Gewebe oder einzelne Zellen untersucht.
Eine noch immer wichtige Vorgehensweise der Verhaltensbiologen kann als physiologische Variante der Black Box-Methode bezeichnet werden, da trotz der stetig wachsenden Erkenntnisse von Neurophysiologie und Hirnforschung die spezifischen, das Verhalten steuernden inneren Strukturen noch immer unbekannt sind: Man erforscht den Zusammenhang bestimmter Reize mit bestimmten Reaktionen, blendet aber viele Details der inneren Regelungsprozesse aus der Analyse aus.

### Schlussfolgerungen und Modellbildung
Wie in jeder experimentell arbeitenden naturwissenschaftlichen Disziplin werden auch die Einzelbefunde einer verhaltensbiologischen Studie zuletzt zu einem Modell des Verhaltens zusammengefasst, aus dem neue Schlussfolgerungen abgeleitet werden können. Diese Schlussfolgerungen sind häufig Ausgangsbasis für weitergehende Experimente. Da kein Experiment ohne gewisse Vorüberlegungen begonnen wird, basieren Experimente stets auf bestimmten (bewussten oder unbewussten) Grundannahmen, den Arbeitshypothesen.

## Belege
1. ↑  Peter M. Kappeler: Verhaltensbiologie. 4., überarb. u. korr. Aufl., Springer, 2017, S. 3, ISBN 978-3-662-53144-0, Online, zuletzt abgerufen am 23. Mai 2022.
2. 1 2   Uta Seibt und Wolfgang Wickler: Geschichte der Verhaltensforschung. In: Lexikon der Biologie. Band 10, 1992, S. 354.
3. ↑  Douglas Alexander Spalding: Instinct, with original observations on young animals. In: Macmillan's Magazine. Band 27, 1873, ZDB-ID 339417-7, S. 282–293.
4. ↑  Selbst der Ethologe Konrad Lorenz wurde noch 1940 Professor für vergleichende Psychologie in der Philosophischen Fakultät der Universität Königsberg. Siehe: Leopoldina: Curriculum Vitae Prof. Dr. Konrad Zacharias Lorenz. Auf: leopoldina.org, zuletzt abgerufen am 23. Mai 2022.
5. ↑  Nikolaas Tinbergen: On aims and methods of ethology. In: Zeitschrift für Tierpsychologie. Band 20, Nr. 4, 1963, S. 410–433, doi:10.1111/j.1439-0310.1963.tb01161.x.
6. ↑  Wolfgang Wickler: Von der Ethologie zur Soziobiologie. In: Jost Herbig, Rainer Hohlfeld (Hrsg.): Die zweite Schöpfung. München 1990, S. 176.
7. ↑  Hanna-Maria Zippelius: Die vermessene Theorie. Eine kritische Auseinandersetzung mit der Instinkttheorie von Konrad Lorenz und verhaltenskundlicher Forschungspraxis. Vieweg, Braunschweig 1992, ISBN 3-528-06458-7.
8. ↑  Irenäus Eibl-Eibesfeldt: Die Biologie des menschlichen Verhaltens. Grundriß der Humanethologie. Piper, München 1984, ISBN 3-492-02687-7.
9. ↑  Cedric Boeckx und Kleanthes K. Grohmann: The Biolinguistics Manifesto. In: biolinguistics. Band 1, 2007, S. 1–8, Volltext.
10. ↑  David McFarland: Biologie des Verhaltens. Evolution, Physiologie, Psychobiologie. Spektrum Akademischer Verlag, Heidelberg 1999 (2. überarb. Auflage), S. 281, ISBN 978-3-8274-0925-6.
11. ↑  John B. Watson: Psychology as the behaviorist views it. In: Psychological Review. Band 20, Nr. 2, 1913, S. 158–177, doi:10.1037/h0074428.